# Cesare Parenzo
Cesare Parenzo (Rovigo, 20 novembre 1842 – Nervi, 15 aprile 1898) è stato un avvocato e politico italiano.

## Biografia
Figlio di Moisé e di Amalia Romanin, nacque in una famiglia ebraica di stampatori originari della città istriana di Parenzo che si stabilì nell’attuale Italia nel XVI secolo.
Frequentò il ginnasio nella natìa Rovigo poi completò gli studi superiori al liceo Tito Livio di Padova. Nel 1860 Parenzo s'iscrisse alla facoltà di giurisprudenza dell'Università di Pisa. Successivamente si trasferì all'Università di Pavia. Nell'estate del 1862 parecipò alla campagna garibaldina che culminò nella giornata dell'Aspromonte.
A Pisa Parenzo fondò un circolo d'ispirazione repubblicana e, successivamente, iniziò a frequentare gli ambienti del fuoriuscitismo veneto tra Milano e Torino entrando in contatto con Giuseppe Mazzini e Benedetto Cairoli. tra il 1863 ed il 1864 rientrò clandestinamente in Veneto per restare in contatto con gli ambienti insurrezionalisti locali. Nel 1865, su consiglio di Mazzini, assunse la direzione del quotidiano torinese L'Avanguardia.
Fu garibaldino, deputato progressista e senatore del Regno d'Italia nella XVI legislatura. L'anno successivo partecipò come volontario alla terza guerra d'indipendenza italiana prendendo parte all'invasione garibaldina del Trentino.
Tra il 1866 e il 1867 fu, con Antonio Billia, co-direttore del quotidiano milanese Il Sole. Una volta terminata anche quest'esperienza lavorativa rientrò nella natìa Rovigo dove aprì uno studio legale. Tra la fine degli anni sessanta e l'inizio degli settanta emerse come una delle figure di spicco della sinistra storica polesana, salvo poi posizionarsi su posizioni liberali e filomonarchiche e fondare un Club liberale progressista. 
Nel luglio 1875 Parenzo fu eletto al consiglio provinciale di Rovigo. In occasione delle elezioni del 1875 fu eletto deputato del Regno per la XIII legislatura per il collegio di Adria. Trasferitosi nella capitale, fu tra i protagonisti della corrente di Cairoli contrapposta a quella di Depretis.
Il 14 dicembre 1877 accusò il ministro dell'Interno Giovanni Nicotera di aver violato il segreto telegrafico, avendo fatto pubblicare sui giornali il contenuto di un telegramma inviato dal teatro della guerra russo-ottomana, in corso, con cui si comunicava il ferimento del principe Wladimiro, parente dello zar Alessandro II. Il telegramma era però un falso. Nicotera era caduto in una trappola ordita da Depretis e da Crispi per farlo dimettere, cosa che avvenne lo stesso giorno.
Nel 1879 fu relatore di un disegno di legge, respinto dal Senato, che sanciva l'obbligatoria precedenza del matrimonio civile rispetto a quello religioso.
Rieletto deputato nel 1882, questa volta per il collegio di Rovigo, in quello stesso anno si oppose all'annessione italiana della baia di Assab.
Nel gennaio 1889 Parenzo fu nominato Senatore del Regno.
Minato nella salute dal suicidio del primogenito Raffaello, avvenuto al suo cospetto, cercò invano sollievo nel lavoro parlamentare e nell'attività forense. Presentò un'interrogazione parlamentare in seguito alla morte in custodia carceraria dell'anarchico Romeo Frezzi. 
Morì a Nervi nel 1898.

## Omaggi
A Rovigo gli è stata dedicata una via nel centro storico e la scuola statale secondaria di primo grado "Cesare Parenzo".

## Famiglia
Parenzo si sposò l'8 maggio 1870 a Venezia con Estella Dalmedico dalla quale ebbe quattro figli: Raffaello, Amelia, Gilda e Guido. 
È il trisnonno del giornalista David Parenzo.